# Киладзе, Александр Иванович
Александр Иванович Киладзе (груз. ალექსანდრე ივანის ძე კილაძე; 29 апреля 1929, Тбилиси, Социалистическая Советская Республика Грузия, ЗСФСР, СССР — 22 февраля 1999) — советский баскетболист и баскетбольный тренер. Заслуженный мастер спорта СССР (1962). Заслуженный тренер Грузинской ССР (1978).
Закончил Тбилисский медицинский институт.

## Биография
Выступал в тбилисском «Динамо» и Доме офицеров.
В составе «Динамо» дважды (1953, 1954) стал чемпионом СССР, трижды (1959, 1960, 1961) — вице-чемпионом и бронзовым призёром чемпионата страны (1952), обладателем Кубка СССР (1951). В 1962 году стал обладателем Кубка европейских чемпионов.
В составе сборной Грузинской ССР стал серебряным призёром II Спартакиады народов СССР.
После окончания игровой карьеры работал тренером «Динамо» (Тбилиси) (1964-66, 1969-70). Команда за эти годы стала чемпионом СССР (1968) и завоевала Кубок СССР (1969). За достижения своих воспитанников был удостоен звания Заслуженный тренер Грузинской ССР.
В 1967—1968 гг., с 1971 года до выхода на пенсию — тренер групп ДЮСШ «Юный динамовец» (Тбилиси) республиканского совета ДСО «Динамо».
Входил в тренерский совет Федераций баскетбола Грузинской ССР и Тбилиси.